# Luigi Arditi

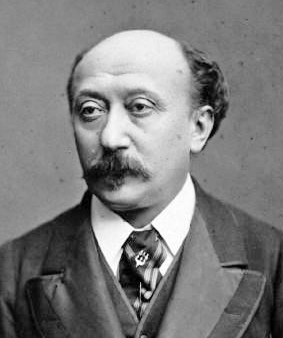
Luigi Arditi

Luigi Arditi född 22 juli 1822 i Crescentino nära Vercelli Piemonte Italien död 1 maj 1903 i Hove Susex Storbritannien, italiensk kompositör, orkesterledare och musiker (violin). 
Arditi var verksam i Europa, mest i Storbritannien och i USA. Han komponerade bland annat operan La spia men är mest känd genom korolaturvalsen Il bacio (Kyssen) och andra populära kompositioner.